# Mappa coropletica

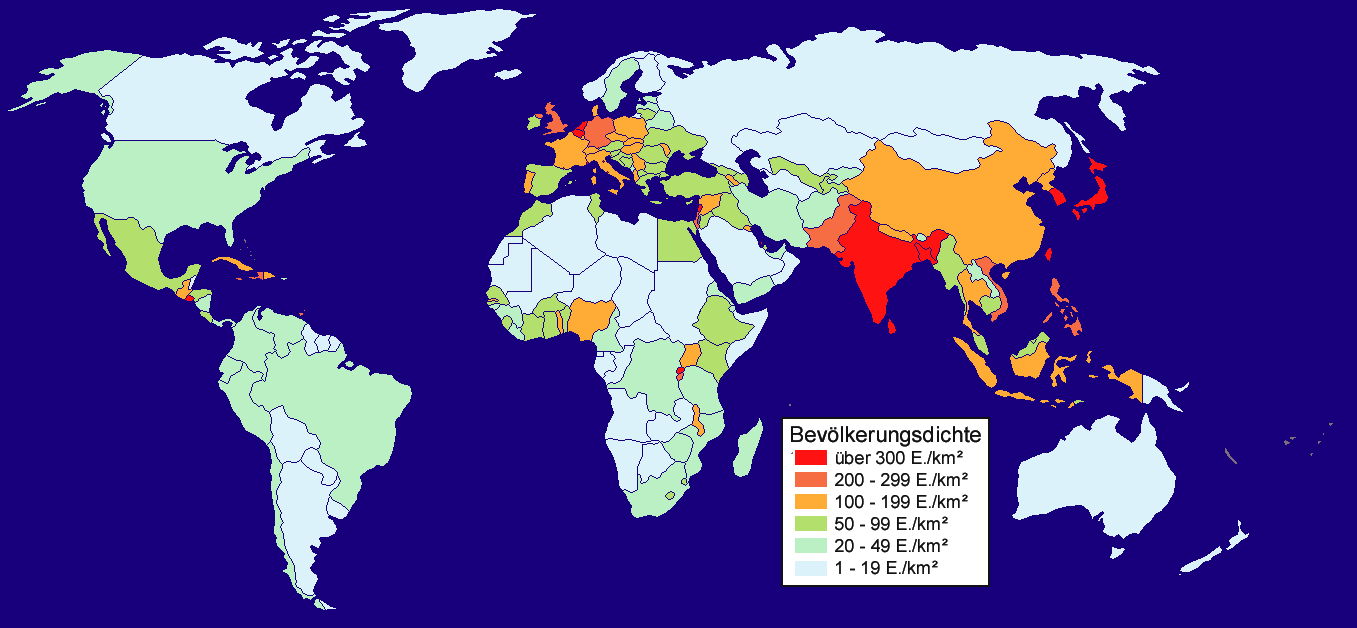
Mappa mondiale che mostra la densità di popolazione

Una mappa coropletica, dal greco χώρο (area, regione) e πλήθος (moltitudine), è una mappa tematica in cui le aree sono colorate o rappresentate con diversi schemi che evidenziano i risultati di calcoli statistici effettuati su di esse.
Le mappe coropletiche vengono utilizzate per esempio per mostrare su una mappa la densità di popolazione o la distribuzione del reddito pro capite.

## Descrizione
La prima mappa coropletica fu creata nel 1826 da Charles Dupin. Il termine mappa coropletica fu introdotto nel 1938 dal geografo John Kirtland Wright in Problems in Population Mapping.
Le mappe coropletiche sono basate su dati statistici aggregati in aree o regioni predeterminate, a differenza delle mappe isocline, in cui ogni regione viene definita in funzione del profilo dei dati.